# Hespérie ottomane
Erynnis marloyi
Espèce
L’Hespérie ottomane (Erynnis marloyi) est un lépidoptère (papillon) de la famille des Hesperiidae, de la sous-famille des Pyrginae et du genre Erynnis.

## Dénomination
Erynnis marloyi a été décrit par Jean-Baptiste Alphonse Dechauffour de Boisduval en 1834 sous le nom de Thanaos marloyi.

### Noms vernaculaires
Erynnis marloyi se nomme en anglais Inky Skipper et en grec Ανατολική σκοτεινή εσπερίδα,.

## Description
C'est un papillon au dessus marron foncé avec des bandes noires aux antérieures et le revers des antérieures orné d'une rangée de petits points blancs sous l'apex.

## Biologie

### Période de vol et hivernation
Il vole en une seule génération en mai juin.

## Écologie et distribution
Il réside en Europe : Albanie, Macédoine, Bulgarie, Grèce  et au Moyen-Orient jusqu'en Syrie, Iran et Arménie,.

### Biotope
Il réside sur les pentes rocheuses et dans les vallons secs jusqu'à 2 000 m d'altitude,.